# Улброка
У́лброка (латыш. Ulbroka) — населённый пункт («крупное село», латыш. lielciems) в Латвии, у восточных границ Риги. С 1 июля 2021 года является административным центром Ропажского края. До 1 июля 2009 года входил в состав Рижского района, в 2004—2021 годах — административный центр Стопинского края.
Улброка находится на автодороге P5 Улброка — Тинужи — Огре, у её примыкания к дороге P4 Рига — Эргли. Через посёлок протекает река Пикюрга и её левый приток Даугульупите.
Расстояние до границы Риги — 3 км, до Саласпилса — 15 км, до Огре — 26 км.

## История
Современное поселение расположено на территории, некогда принадлежавшей Улброкскому поместью. В память о революционерах, жертвах карательной экспедиции во время революции 1905 года, на въезде в посёлок стоит монумент работы скульптора Я. Зариньша (1963 г.).
В Улброке имеется разветвлённая торговая сеть, научный институт сельскохозяйственной техники Латвийского сельскохозяйственного университета, средняя школа, музыкальная и художественная школа, детское дошкольное образовательное учреждение «Pienenīte», Дом культуры, библиотека, открытая эстрада, фельдшерский пункт, аптека, почтовое отделение.